# 彭波 (1957年)
彭波（1957年3月—），男，汉族，湖南南县人，中华人民共和国媒体人士、政治人物。北京大学中文系新闻专业本科毕业，北京大学经济学院经济学博士。

## 生平
高中畢業後任教於南縣一中，後參加恢復高考首屆考取北京大学中文系，並在畢業時接受国家安全部系統招聘，進入北京语言学院等院校進修。此後任職於《中国青年报》國際部，1989年隨丁望創辦《中华工商时报》，與胡舒立、楊大明等人皆為同事。1994年，轉任《中国青年》杂志社副總編輯，後擔任社長。2003年，調任共青团中央网络影视中心总编辑、中国青年出版总社副社長。2006年，調入中共中央对外宣传办公室，歷任五局（互联网新闻宣传管理局）副局长、九局（网络新闻协调局）局长、十局（网络新闻应急局）局长。2012年，獲任命為国家互联网信息办公室专职副主任。2015年，改任中共中央政法委网络舆情应对与依法处置协调小组组长、中央防范和处理邪教问题领导小组办公室副主任。2018年，任北京大学新闻与传播学院新闻学系教授。
2021年3月13日，中央纪委国家监委网站宣布彭波涉嫌嚴重違紀違法，正在接受紀律審查和監察調查。8月17日，遭到开除党籍处分。10月，被提起公诉。12月23日，江苏省无锡市中级人民法院一审公开开庭审理了彭波受贿一案。无锡市人民检察院起诉指控：2006年至2021年，被告人彭波利用职务之便，为他人在促成诉讼和解、拓展网络业务、违规办理土地转让手续等方面提供帮助，直接或者通过其亲属非法收受他人所送财物折合人民币共计5464万余元。彭波当庭表示认罪悔罪。指控书显示，彭波直到落马前夕仍然在收受贿赂。
2022年11月24日，無錫市中級人民法院依受賄罪判處彭波有期徒刑14年，併科罰金500萬元，對彭波受賄所得財物及孳息予以追繳，上繳國庫。彭波當庭表示服從法院判決，不上訴。

## 軼事
彭波在北京大学攻讀经济学博士時的指導教授為萧灼基。另外他也是中共中央政法委微信公众号“长安剑”创始人。